# アオキコンゴウインコ
アオキコンゴウインコ (青黄金剛鸚哥、Ara glaucogularis) は、鳥綱インコ目ヨウム科コンゴウインコ属に分類される鳥類。

## 分布
ボリビア北部（ベニ低地）固有種

## 形態
全長85センチメートル。上面や腿・尾羽基部の下面（下尾筒）は緑青色、下面は橙黄色。喉は青緑色。
顔は白い皮膚が裸出し、暗青色の短い羽毛が縞状に生える。虹彩は黄白色。嘴は黒灰色で、基部はピンク色。後肢は暗灰色。

## 生態
標高200 - 300メートルにある湿潤林、河川内にある主にヤシからなる疎林に生息する。ペアもしくは5羽までの小規模な群れを形成して生活する。夜間になると、ベニコンゴウインコやルリコンゴウインコなどの同属他種と休む。
植物の葉、花、果実、種子などを食べる。
繁殖様式は卵生。8 - 11月に繁殖すると考えられ、ヤシ類や高木の樹洞・キツツキ類の古巣を利用する。飼育下では、1回に2 - 3個の卵を産んだ例がある。抱卵期間は26 - 28日。雛は孵化してから、90 - 94日で巣立つ。

## 人々との関係
森林伐採や家畜・野焼きなどによる生息地の破壊、ペット用の採集などにより生息数は減少した。オオハシ類やキツツキ類・コンゴウインコ類・コウモリ類・ミツバチ類との営巣場所を巡る競合による影響も、懸念されている。1970 - 1980年代に生息数が激減したが、以降は生息数は漸増傾向にあり2018年の時点では生息数は安定していると考えられている。1981年に、インコ目単位でワシントン条約附属書IIに掲載された。1983年にワシントン条約附属書Iに掲載されている。ボリビアでは法的に保護の対象とされているが、密猟・密売されることもある。1980年代における生息数は500 - 1,000羽、1992年における生息数は100羽、1994年における生息数は54羽以上と推定されている。2007年における生息数は、250 - 300羽と推定されている。